# دوراقا
دوراقلي قرية سوريّة تتبع إداريّاً لمحافظة حلب منطقة عفرين ناحية شران، بلغ تعداد سكانها 226 نسمة حسب التعداد السكاني لعام 2004.